# Maureen Nisima
Maureen Nisima, née le 30 juillet 1981 à Bondy, est une escrimeuse française, pratiquant l'épée. Double médaillée de bronze aux Jeux olympiques 2004 d'Athènes, elle remporte trois titres mondiaux lors des compétitions par équipes avant de remporter le titre de championne du monde en individuel lors du mondial 2010 à Paris.

## Biographie
Elle est encore junior lorsqu'elle participe à ses premiers championnats du monde qui ont lieu aux arènes de Nîmes. Dans la compétition par équipes, l'équipe de France déçoit en s'inclinant en huitièmes de finale face au Bélarus sur le score de 35 à 30, d'autant plus que cette équipe est composée de Laura Flessel-Colovic, vice-championne dans la compétition individuelle, Sangita Tripathi, alors numéro 10 mondiale, Marysa Baradji-Duchêne et Maureen Nisima.
À Lisbonne, elle termine dans les seize premières. Seule Laura Flessel la devance chez les Françaises. L'équipe de France termine pour sa part à la sixième place. Elle remporte toutefois un titre avec la médaille d'or du championnat d'Europe de Moscou où elle bat la Grecque Níki Sidiropoúlou. Lors de la compétition par équipe, la France termine à la quatrième place.
Après son titre de championne d'Europe, elle connaît un début de saison décevant, avec une 20e place au classement de la coupe du monde avant le mondial 2003 à la Havane. ce début s'explique en partie par une nouvelle blessure qui nécessite une opération au poignet droit. Lors de la compétition en individuel, elle élimine la Russe Anna Sivkova sur le score de 15 à 14 en quart de finale, puis « venge » Laura Flessel en battant celle qui l'avait éliminée en quart de finale, la Chinoise Li Na. Elle bat la Chinoise sur le score de 15 à 13 avant d'affronter l'Ukrainienne Natalia Conrad en finale. Lors de la compétition par équipe, la France termine à la neuvième place, après une élimination en huitième de finale face à la Roumanie sur le score de 45 à 41.
Pour ses premiers Jeux olympiques, elle parvient au stade des demi-finales. Elle est alors opposée à la Hongroise Timea Nagy qui l'emporte au golden score 15 à 14. Celle-ci remporte par la suite le titre olympique en battant en finale une autre Française, Laura Flessel. Lors de la finale pour la troisième place, elle l'emporte sur le score de 15 à 12 face à une autre Hongroise, Ildiko Mincza. Lors de la compétition par équipe, la France élimine la Chine en quart sur le score de 45 à 13, 13 pour et 8 contre pour Nisima, puis s'incline en mort subite face à l'Allemagne 33 à 32, rencontre où Nisima inscrit trois touches et en encaisse quatre en trois relais. La France remporte ensuite la médaille de bronze en s'imposant 45 à 37 face au Canada qui avait éliminé la Hongrie en quart. Lors de cette rencontre, Nisima, touchée au genou, doit laisser sa compatriote Sarah Daninthe terminer le dernier relais. Elle avait auparavant inscrit huit touches pour une encaissée.
En 2005, elle remporte son premier titre mondial avec l'équipe de France composée de Laura Flessel, Hajnalka Kiraly, Sarah Daninthe et Maureen Nisima. Lors de ces mondiaux de Leipzig, la France remporte les deux titres par équipes, chez les hommes et chez les femmes. Lors de la compétition individuelle, elle termine au 17e rang.
L'année suivante, elle dispute une nouvelle finale mondiale lors de la compétition par équipes. Avec Laura Flessel-Colovic, Marysa Baradji-Duchene, Hajnalka Kiraly Picot et Nisima, la France s'incline face à la Chine.
Après avoir été battue, en mort subite, par la Chinoise Li Na en demi-finale, Maureen Nisima remporte la médaille de bronze de l'épreuve individuelle, première médaille de la délégation française, lors des championnats du monde 2007 de Saint-Pétersbourg.
En raison de l'obligation faite à la Fédération internationale d'escrime de ne présenter que dix épreuves au total lors des jeux, un roulement s'est mis en place entre les différentes armes pour ne sélectionner que ces dix épreuves. Lors des jeux de Pékin, les deux épreuves bannies sont le fleuret homme par équipes et l'épée féminine par équipes. Un championnat du monde, limité à ces deux épreuves est alors organisé en avril 2008 sur les lieux des futures compétitions olympiques. Lors de ces mondiaux de 2008, la France, composée de Flessel, Nisima, Kiraly-Picot, Daninthe, remporte son troisième titre en quatre ans en battant en finale la Chine sur le score de 32 à 30, après avoir éliminé plus tôt la Russie, 43 à 42 en quarts de finale, puis la Pologne sur le score de 35 à 32. La compétition n'étant ouverte qu'à un maximum de deux représentants par épreuve, Nissima est privée des jeux de Pékin : ses compatriotes Laura Flessel, malgré une élimination en 32e de finale, et Hajnalka Kiraly, finaliste, assurent leur qualification lors de l'épreuve de Coupe du monde de Saint-Maur, où Nissima s'incline en quarts de finale face à Ildikó Mincza-Nébald.
Sa saison suivante est de nouveau perturbée par une blessure au poignet. Elle dispute toutefois le mondial 2009 où la France perd son titre mondial en s'inclinant face à l'Italie en demi-finale puis face à l'Allemagne lors de la rencontre pour la médaille de bronze.
Le mondial 2010 disputé au Grand Palais à Paris a une importance particulière pour les escrimeurs français. Nissima commence sa saison de coupe du monde par une victoire malgré un virus. En quart de finale, elle bat la Hongroise Edina Antal puis la Russe Tatiana Logounova sur le score de 15 à 14 en demi-finale. En finale, elle affronte la Hongroise Emese Szász qui a éliminé Laura Flessel en quart de finale. la Française l'emporte 15 à 10. Lors de l'épreuve par équipe, la France est éliminée par la Roumanie en quart de finale sur le score de 45 à 40. Elle termine finalement à la cinquième place après une victoire 45 à 44. Lors de cette rencontre, Nisima remporte le dernier relais 11 à 4 pour retourner le score qui était alors de 34 à 40 en faveur des Russes.
Lors des Championnats d'Europe de Sheffield, elle termine sa compétition individuelle en huitièmes de finale en s'inclinant 15 à 12 face à l'Italienne Bianca Del Carretto. lors de la compétition par équipes, l'équipe de France, composée de Maureen Nisima, Laura Flessel, Sarah Daninthe et Joséphine Jacques-André-Coquin, après s'être inclinée 45 à 38 face à la Roumanie en demi-finale, remporte la médaille de bronze en battant l'Estonie sur le score de 42 à 41.
Comme en 2008, elle ne peut se qualifier pour les Jeux de Londres, ce qui l'éloigne des pistes pendant deux ans, période qu'elle utilise pour favoriser sa carrière professionnelle. De retour en 2014 avec pour ambition de décrocher une place aux Jeux de Rio. Ses résultats en coupe du monde ne dépassent pas les huitièmes de finale et elle n'est pas retenue dans l'équipe de France qui parvient à se qualifier. Elle annonce sa retraite sportive en janvier 2017.
Depuis la fin de sa carrière, elle travaille pour L'Oréal et est aussi sélectionneur de l'équipe de France féminine d'épée.
Durant les Jeux olympiques 2020 à Tokyo, elle est consultante pour Eurosport et commente les épreuves d'escrime.

## Palmarès
- Jeux olympiques d'été
  -  Médaille de bronze lors des Jeux olympiques 2004 d'Athènes
  -  Médaille de bronze par équipes lors des Jeux olympiques 2004 d'Athènes
- Championnats du monde d'escrime
  -  Médaille d'or lors des Championnats du monde d'escrime 2010 à Paris
  -  Médaille d'or par équipes lors des Championnats du monde d'escrime 2005 à Leipzig
  -  Médaille d'or par équipes lors des Championnats du monde d'escrime 2008 à Pékin
  -  Médaille d'or par équipes lors des Championnats du monde d'escrime 2007 à Saint-Pétersbourg
  -  Médaille d'argent par équipes lors des Championnats du monde d'escrime 2006 à Turin
  -  Médaille d'argent lors des Championnats du monde d'escrime 2003 à La Havane
  -  Médaille de bronze lors des Championnats du monde d'escrime 2007 à Saint-Pétersbourg
- Championnats d'Europe d'escrime
  -  Championne d'Europe lors des Championnats d'Europe d'escrime 2002 à Moscou
  -  Médaille de bronze par équipes lors des Championnats d'Europe d'escrime 2011 à Sheffield
  -  Médaille de bronze par équipes lors des Championnats d'Europe d'escrime 2010 à Leipzig
  -  Médaille de bronze par équipes lors des Championnats d'Europe d'escrime 2007 à Gand

### Divers
- 2000 : Championne de France de seconde division
- 2001 : Championne du Monde juniors par équipe
- 2001 : Championne de France
- 2002 : Vainqueur d'une Coupe du Monde à Ipswich
- 2004 : Vainqueur d'une Coupe du Monde à Saint-Maur